# Dolomedes ohsuditia
Dolomedes ohsuditia là một loài nhện trong họ Pisauridae.
Loài này thuộc chi Dolomedes. Dolomedes ohsuditia được Kyukichi Kishida miêu tả năm 1936.